# 김태진 (1969년)
김태진(한국 한자: 金泰眞, 1969년 8월 9일 ~ )은 대한민국의 전 축구 선수이며, 포지션은 수비수였다.

## 참고 자료
- 부산 U-18팀 김태진 감독' "천당과 지옥을 왔다간 심정"